# Рихтер, Ханс (художник)
Йоханес Зигфрид Рихтер (нем. Johannes Siegfried Richter, или Ханс Рихтер нем. Hans Richter, 6 апреля 1888, Берлин — 1 февраля 1976, Локарно) — немецкий художник, график, кинорежиссёр-авангардист и теоретик кино.

## Биография
Учился в Берлинской Академии художеств, затем в Веймарской художественной школе. Был близок к экспрессионистской группе «Штурм». Первая персональная выставка состоялась в 1916 году в Мюнхене. В 1916—1918 годах входил в цюрихскую группу дада. В 1922 году приехал в Берлин. Снял несколько фильмов, где пытался передать ритм и движение абстрактными средствами («Ритм-21», 1921, и др.). Некоторое время работал в Москве. Снимал на студии «Межрабпомфильм» полудокументальный фильм «Металл» по сценарию, написанному им совместно с Перой Аташевой. В 1940 году переехал в США. Преподавал киноискусство в Нью-Йорке, продолжил свои киноэксперименты. В 1951 году получил американское гражданство.